# Nguyễn Huy Hoàng (Fußballspieler)
Nguyễn Huy Hoàng (* 4. Januar 1981) ist ein vietnamesischer Fußballtrainer und ehemaliger Fußballspieler.

## Karriere

### Spieler

#### Verein
Nguyễn Huy Hoàng stand von 1998 bis April 2013 beim Erstligisten Sông Lam Nghệ An in Vinh unter Vertrag. Am 1. Mai 2013 wechselte er zu XSKT Cần Thơ nach Cần Thơ. Am 1. September 2013 beendete er seine Karriere als Fußballspieler.

#### Nationalmannschaft
Nguyễn Huy Hoàng spielte von 2002 bis 2010 35-mal für die vietnamesische Nationalmannschaft. 2007 repräsentierte er sein Land bei der Fußball-Asienmeisterschaft und erreichte mit der vom Österreicher Alfred Riedl trainierten Mannschaft das Viertelfinale.

### Trainer
Am 1. Dezember 20147 wurde er Co-Trainer bei seinem ehemaligen Verein Sông Lam Nghệ An. Der Verein spielte in der ersten vietnamesischen Liga, der V.League 1. Am 1. Mai 2021 übernahm er das Amt des Cheftrainers bei Sông Lam Nghệ An.